# Union Station (Providence)
Union Station describe dos estaciones de tren distintas y desaparecidas en Providence, en el estado de Rhode Island (Estados Unidos). Se renovaron partes de este último y el edificio contiene oficinas y restaurantes.

## Union Station (1847-1887)
La Union Station original fue la primera de Providence, inaugurada en 1848 para adaptarse a las necesidades de la nueva ciudad próspera. Este edificio fue diseñado por el arquitecto de Rhode Island de 21 años, Thomas Alexander Tefft, en estilo románico lombardo. La construcción de la estación fue supervisada por Tallman & Bucklin. Con una extensión de 720 pies a lo largo del borde de Exchange Place, la estructura era la estación de ferrocarril más grande de los Estados Unidos en el momento de su construcción. El edificio también ha sido denominado el edificio más largo del país en ese momento, aunque esta afirmación está en disputa.
En 1885, American Architect and Building News votó el edificio como uno de los 20 mejores edificios del país. El historiador de la arquitectura del siglo XX, Henry-Russell Hitchcock, escribió sobre la estación, "sin duda alguna fue la mejor estación temprana del Nuevo Mundo".

A medida que la ciudad siguió creciendo, también lo hizo la necesidad de espacio para terminales, lo que finalmente resultó en la pavimentación de los restos de la bahía interior de la ciudad en 1890. La pregunta de qué hacer con la estación ahora de tamaño reducido se respondió espontáneamente el 21 de febrero de 1896 cuando el edificio sufrió un incendio catastrófico que efectivamente destruyó la estructura.

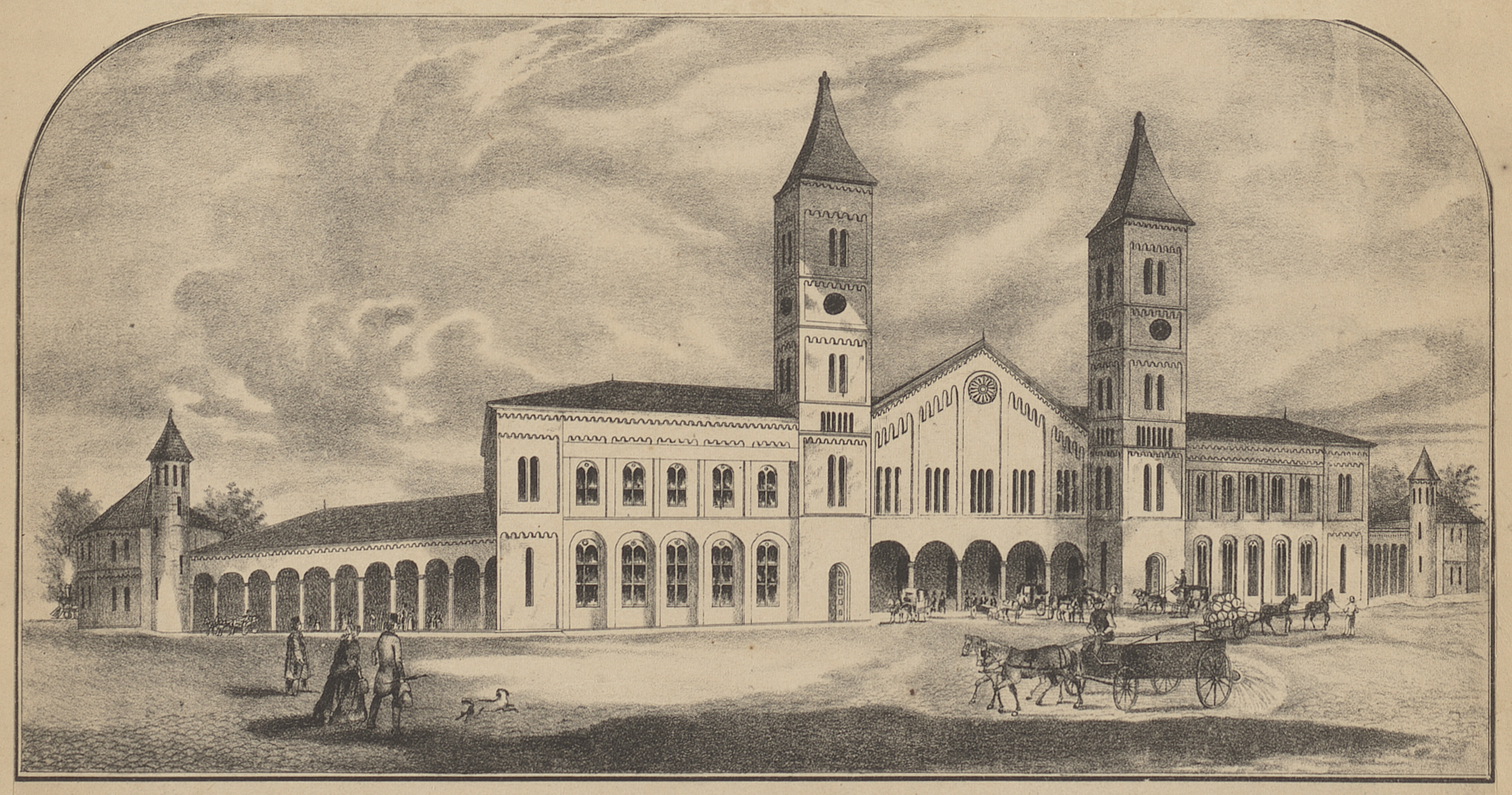
Un dibujo de la primera Union Station en 1857, diez años después de su construcción.
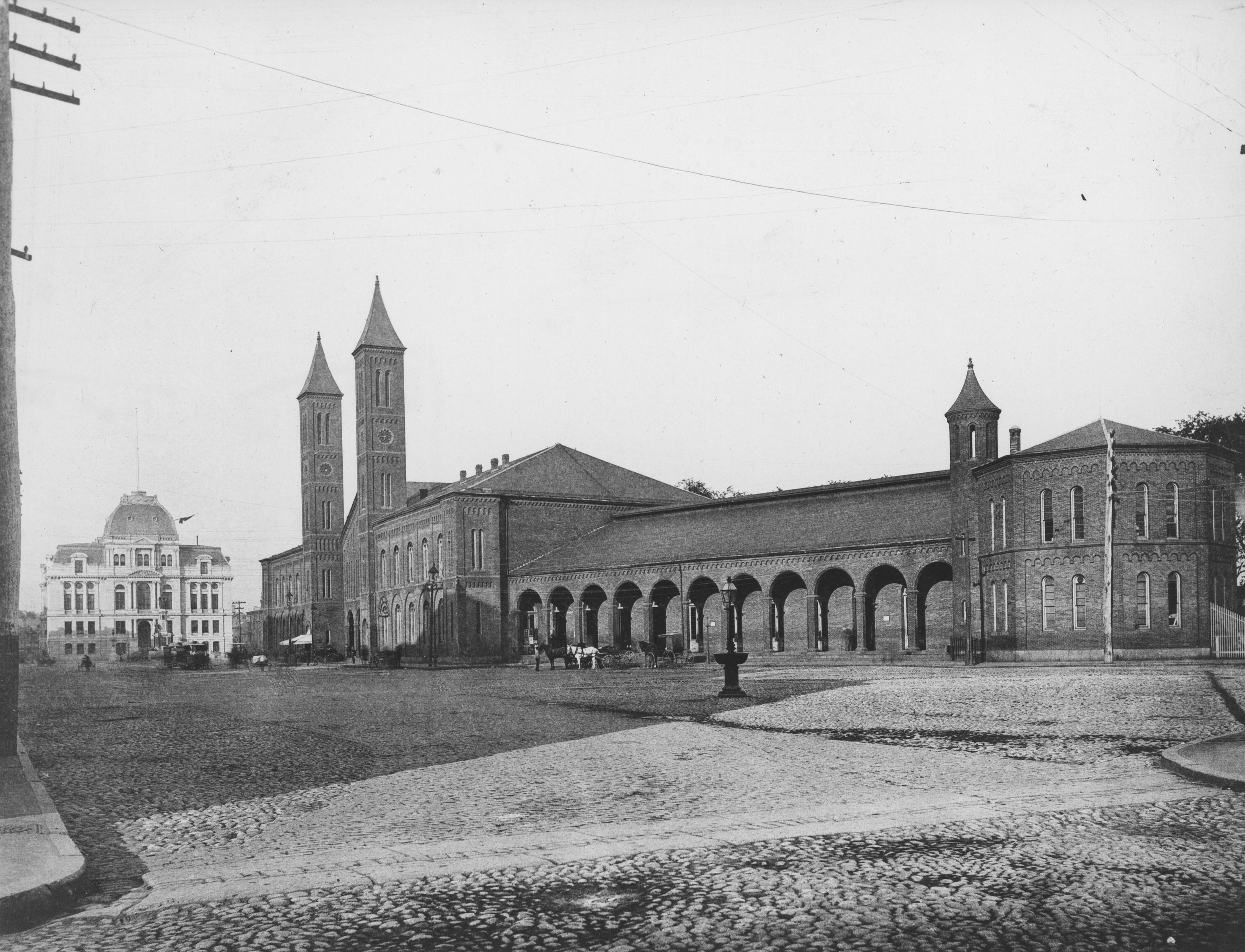
Ayuntamiento y la primera Union Station en 1885
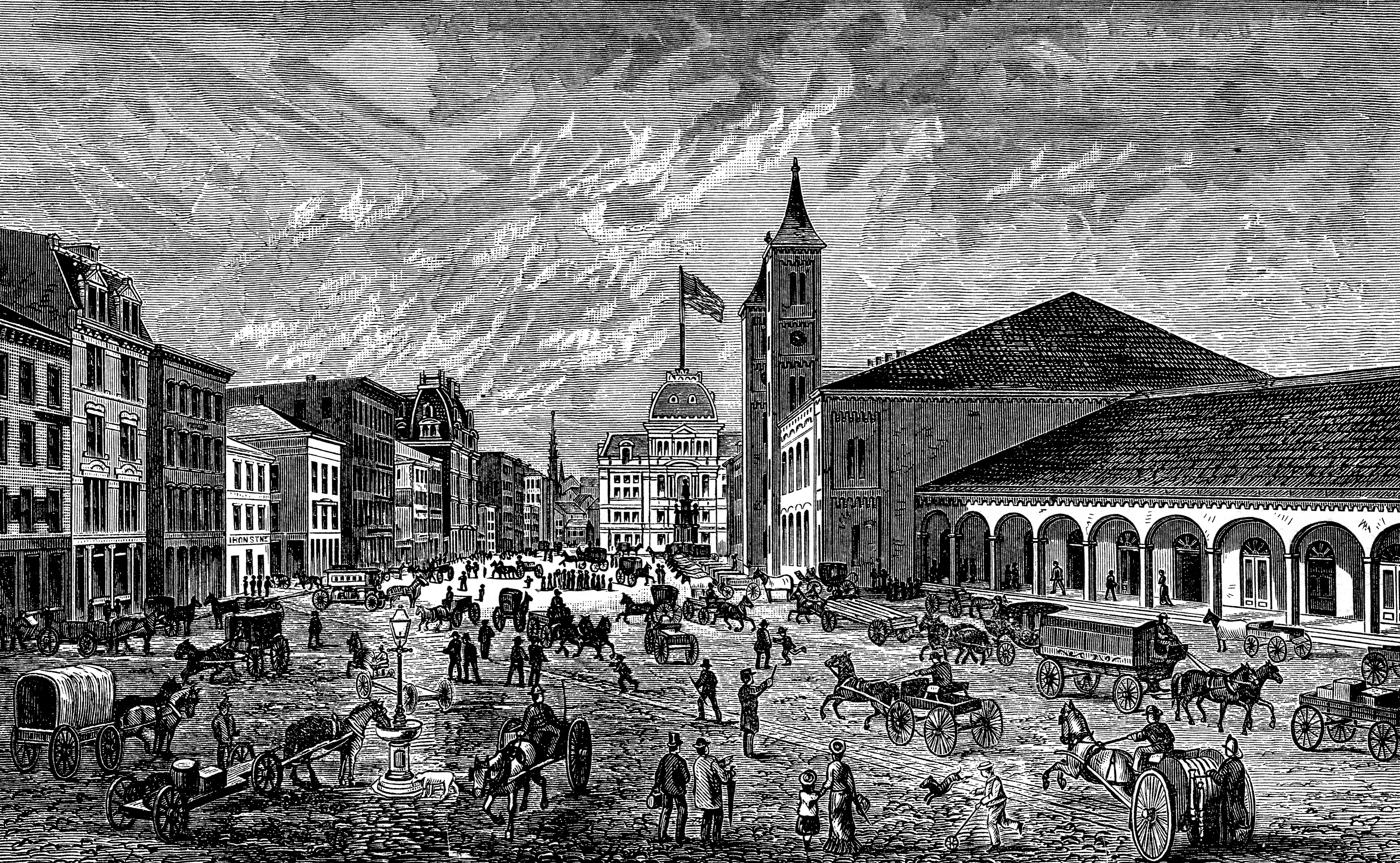
Un grabado de 1886 de Exchange Place . La estación es visible a la derecha del Ayuntamiento.
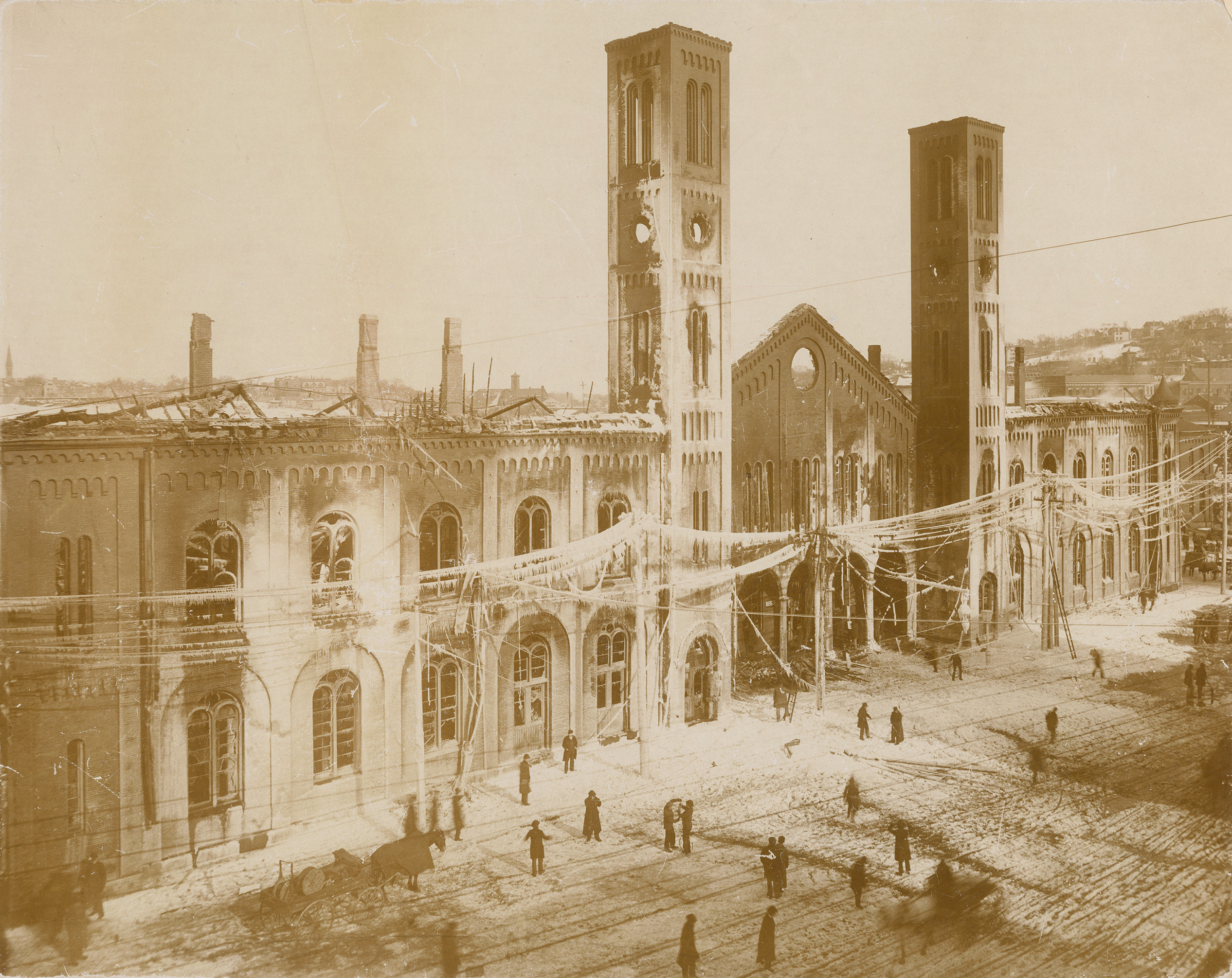
El edificio inmediatamente después del incendio de 1896.

## Union Station (1898-1986)
En 1898 se inauguró una Union Station mucho más grande, revestida con un distintivo ladrillo amarillo, que el Providence Journal anunció como "una nueva era en la historia de esta ciudad". La estación fue diseñada por la firma Stone, Carpenter & Willson, que también había diseñado otros edificios de Providence. Aunque se esperaba que el uso del ferrocarril creciera, en la década de 1980 el tráfico ferroviario había disminuido un 75 por ciento. Los planificadores de la ciudad vieron la oportunidad de desmantelar el "muro chino" de las vías del tren que rodeaba el distrito comercial central de Providence y trasladaron el servicio de MBTA y Amtrak a una nueva Estación de Providence más pequeña aproximadamente a media milla al norte en 1986.

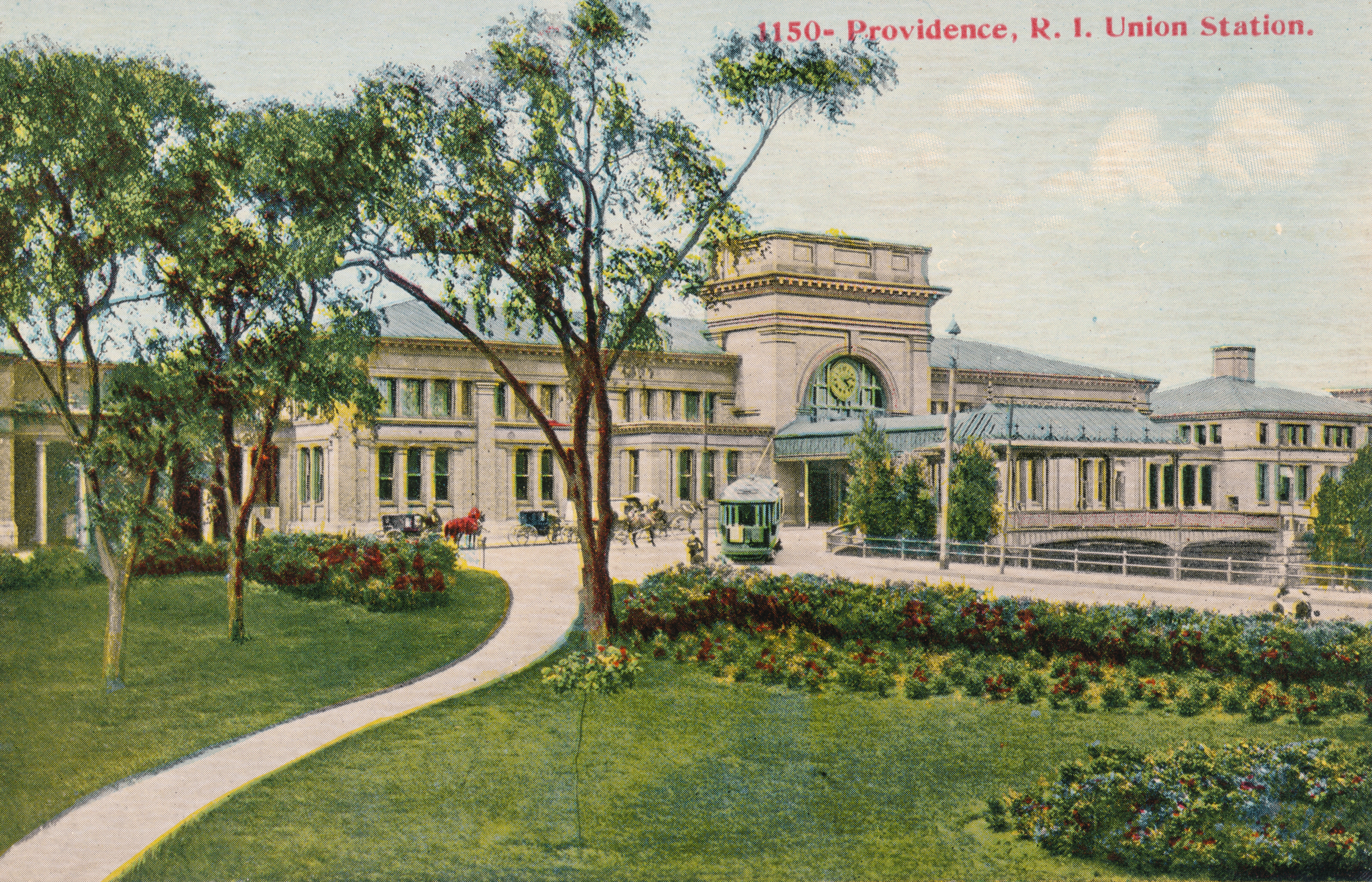
esta c. La postal de 1910 muestra la segunda Union Station
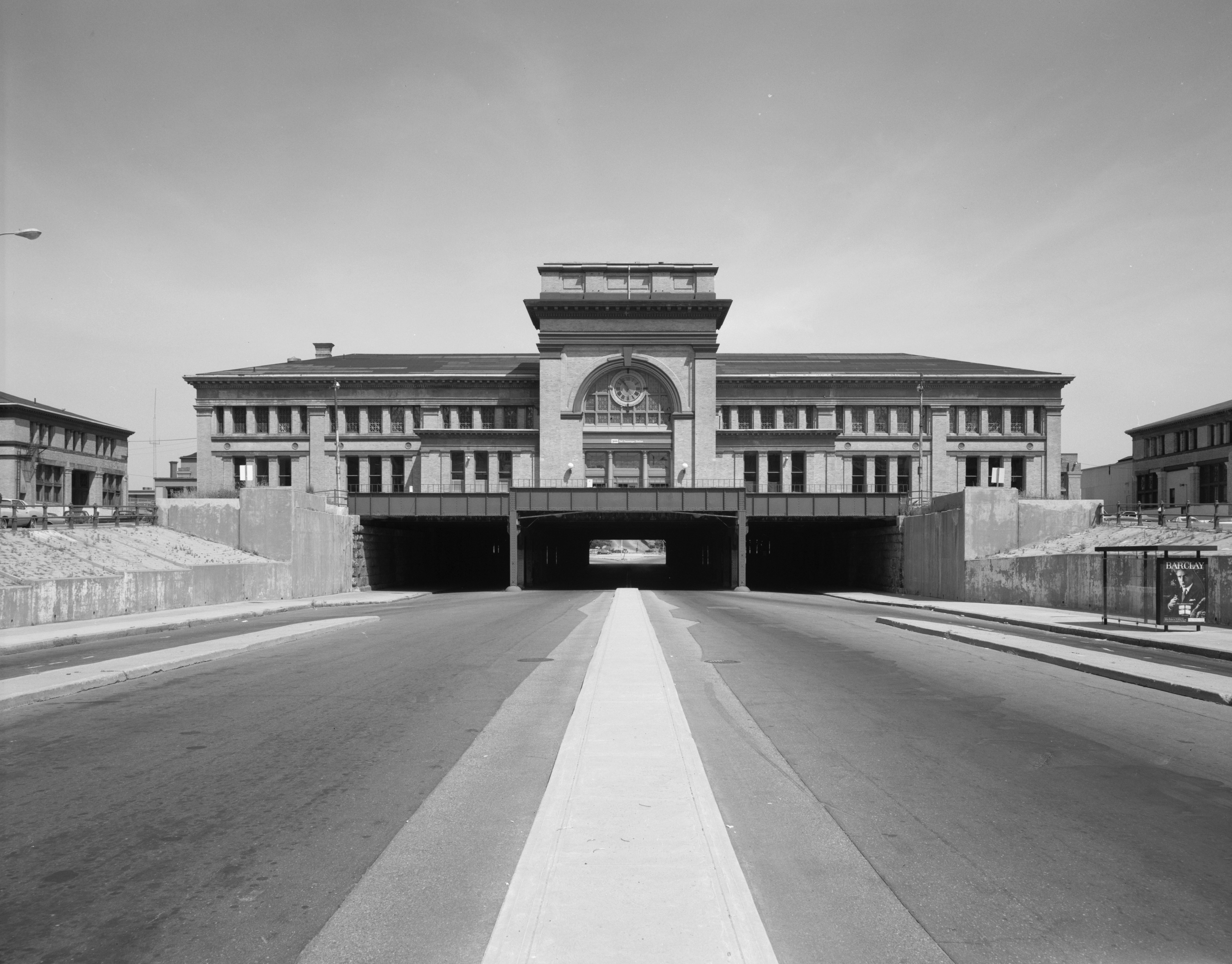
Alzado sur de la estación en 1982
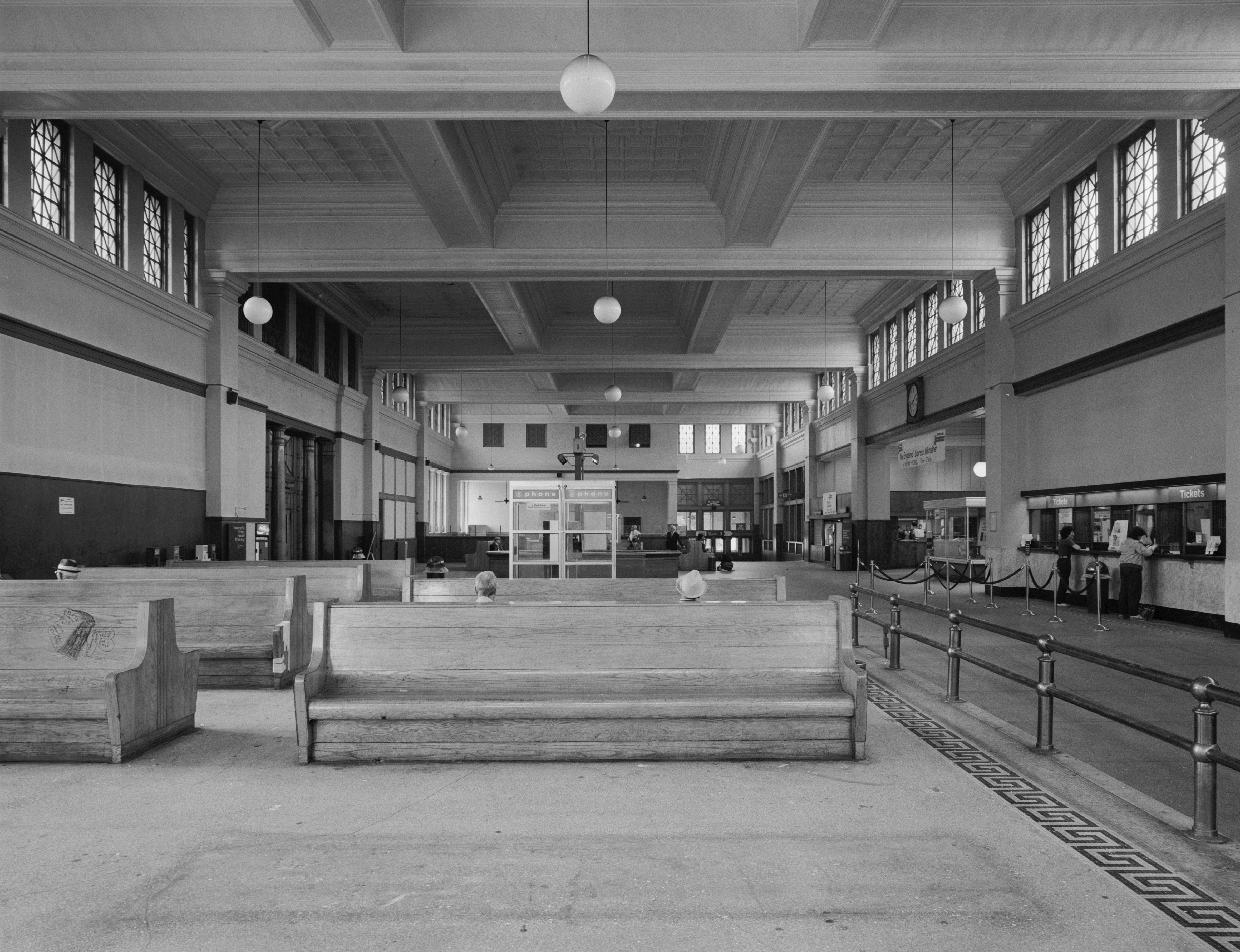
El interior de la estación en 1982
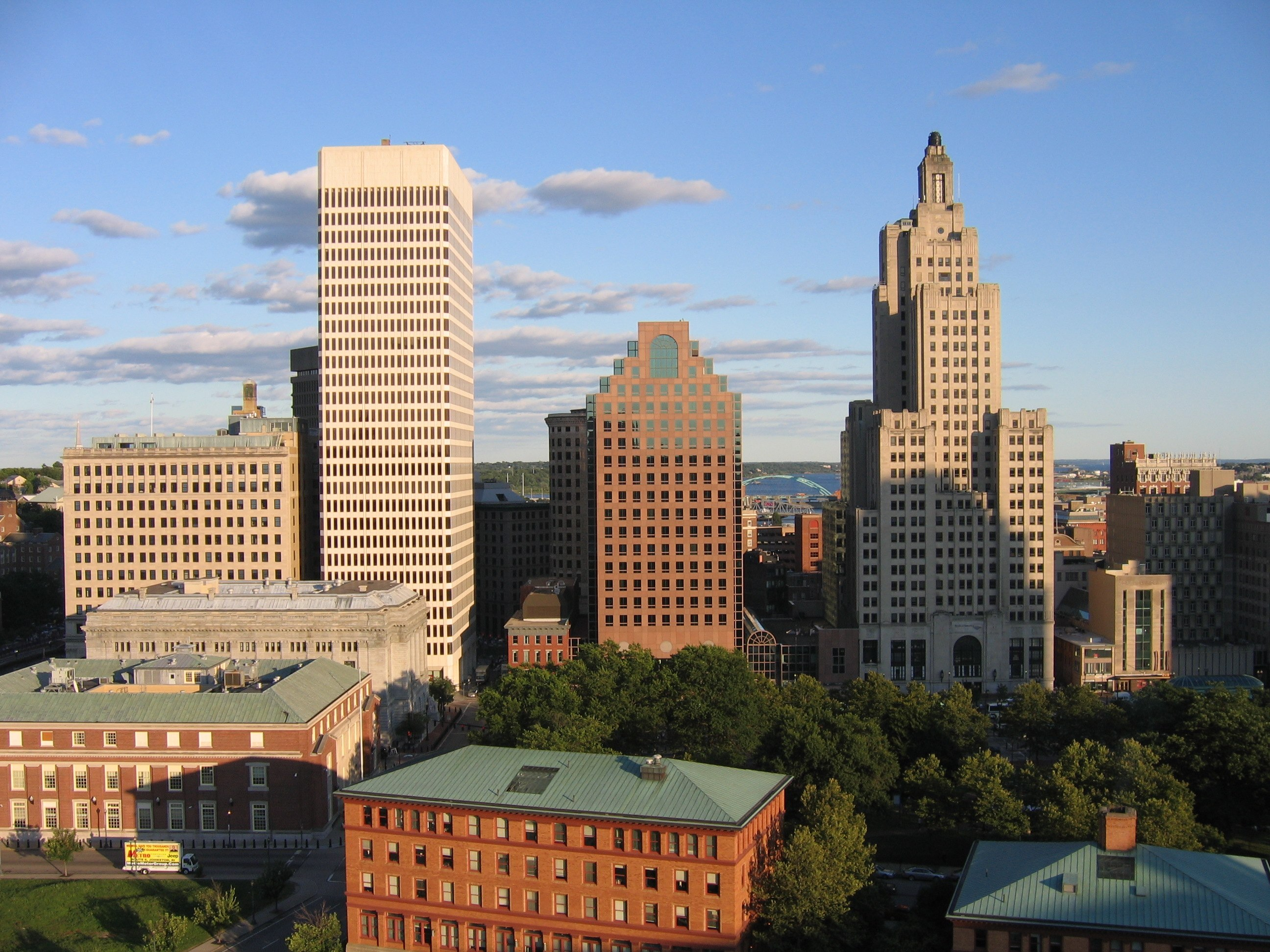
Vista sobre la Plaza Kennedy. Los antiguos edificios de Union Station son visibles en primer plano.

## Reurbanización (1987–Presente)
Union Station se incendió en abril de 1987 en medio de 11 millones de dólares en renovaciones, lo que obligó a un cambio de planes. Ahora se han renovado partes de la estación original y el edificio contiene oficinas y restaurantes, incluida la cervecería Union Station.
El edificio más al centro de Union Station ahora alberga la Fundación Rhode Island, que alquila espacio a The Public's Radio, RI Kids Count, y Women's Fund RI.
En abril de 2022, se anunció el desarrollo de un salón de comidas en el nivel inferior de Union Station. Se espera que el salón de comidas abra en mayo de 2023, con espacio para 13 restaurantes y bares.